# Besednice
Besednice település Csehországban, a Český Krumlov-i járásban. Besednice Slavče, Svatý Jan nad Malší, Ločenice, Soběnov és Kaplice településekkel határos. Lakosainak száma 838 fő (2024. január 1.).

## Népesség
A település lakosságának változását az alábbi diagram mutatja:
| Lakosok száma | 876  | 1069 | 1069 | 818  | 814  | 831  | 835  | 810  | 813  | 838  |
|               | 1869 | 1900 | 1921 | 1961 | 1980 | 2011 | 2016 | 2019 | 2021 | 2024 |